# Frederic Kettler
Frederic Kettler (en letó: Frīdrihs Ketlers), 25 de novembre de 1569, Mitau - 17 d'agost de 1642) fou Duc de Curlàndia i Semigàlia entre el 1587 i 1642.
Va ser el fill de Gotthard Kettler, el primer Duc de Curlàndia. Fins a 1616, va governar només la part oriental del ducat, Semigàlia, mentre que el seu germà petit, Guillem Kettler, ho feia a Curlàndia. Frederic va assumir el poder a tot el Ducat a partir de 1616 quan el seu germà va haver d'emigrar a causa de conflictes amb la noblesa.

## Biografia
Frederic Kettler va ser el fill de Gotthard Kettler i la seva dona, Anna de Mecklenburg. En ser el primer de dos fills, Frederic va rebre una bona educació quan era jove, viatjant a molts altres països europeus. Segons el testament de Gotthard Kettler, el ducat havia de ser dividit entre els seus dos fills. A la mort del seu pare el 1587, Frederic i el seu germà menor Guillem van ser co-governants del ducat. Després que Guillem aconseguís la majoria d'edat el 1596, el ducat va ser dividit oficialment en les seves parts de Curlàndia i Semigàlia.
Durant la Guerra Poloneso-Sueca de 1600-1629, els ducs Frederic i Guillem van liderar a les tropes que van combatre contra els suecs, amb Frederic comandant 300 unitats de cavalleria en la batalla de Salaspils. Durant la guerra, l'aristocràcia curlandesa va incrementar la seva resistència als governants Kettler.
El 1617, l'Assemblea Regional de Curlandia (Landtag) es va reunir al castell de Skrunda i va decidir que se l'havia de treure el títol al Duc Guillem i expulsar-lo del ducat. A l'any següent Frederic va ser triat com l'únic duc de Curlàndia i Semigàlia, i es va aprovar una nova constitució, Formula Regiminis, la qual atorgava més drets a l'aristocràcia. Entre els nous paràmetres fixats per aquesta constitució estava que el duc no podia implementar decisions sense el consentiment previ del consell del ducat, convertint d'aquesta manera a Curlàndia en una monarquia constitucional.
El 1622, la residència del duc de Jelgava va ser assetjada per l'exèrcit suec, obligant a Frederic a mudar-se a Kuldiga.

### Família
Frederic Kettler es va casar amb Elisabet Magdalena de Pomerània el 1600. No van tenir fills, així que el 1625 va proposar que el fill de Guillem, Jacob Kettler, fos reconegut com el seu successor. El consell del ducat va acceptar i Jacob va ser nomenat cogovernant el 1638.